# Belgrado-Banja Luka 2022
La Belgrado-Banja Luka 2022, sedicesima edizione della corsa e valida come prova del circuito UCI Europe Tour 2022 categoria 2.1, si svolse in cinque tappe dal 13 al 17 aprile su un percorso di 569 km, con partenza da Belgrado, in Serbia, e arrivo a Banja Luka, in Bosnia ed Erzegovina. La vittoria fu appannaggio del polacco Jakub Kaczmarek, che completò il percorso in 12h07'25", precedendo i belgi Gianni Marchand e Lennert Teugels.

## Tappe
| Tappa  | Data      | Percorso                            | km    | Vincitore di tappa        | Leader cl. generale |
| ------ | --------- | ----------------------------------- | ----- | ------------------------- | ------------------- |
| 1ª     | 13 aprile | Belgrado > Belgrado (cr. a squadre) | 4     | HRE Mazowsze Serce Polski | Alan Banaszek       |
| 2ª     | 14 aprile | Obrenovac > Bijeljina               | 122   | Filippo Fortin            | Filippo Fortin      |
| 3ª     | 15 aprile | Bijeljina > Vlasenica               | 123   | Jakub Kaczmarek           | Jakub Kaczmarek     |
| 4ª     | 16 aprile | Doboj > Prijedor                    | 165,5 | Alan Banaszek             | Lennert Teugels     |
| 5ª     | 17 aprile | Derventa > Banja Luka               | 154,5 | Andreas Goeman            | Jakub Kaczmarek     |
| Totale | Totale    | Totale                              | 569   |                           |                     |

## Dettagli delle tappe

### 1ª tappa
- 13 aprile: Belgrado > Belgrado (cronometro a squadre) – 4 km

Risultati
| Pos. | Squadra           | Tempo |
| ---- | ----------------- | ----- |
| 1    | HRE Mazowsze      | 4'50" |
| 2    | Voster ATS Team   | a 1"  |
| 3    | Tarteletto-Isorex | a 5"  |

| Pos. | Corridore       | Squadra | Tempo |
| ---- | --------------- | ------- | ----- |
| 1    | Alan Banaszek   | HRE     | 4'50" |
| 2    | Jakub Kaczmarek | HRE     | s.t.  |
| 3    | Tobiasz Pawlak  | HRE     | s.t.  |

### 2ª tappa
- 14 aprile: Obrenovac > Bijeljina – 122 km

Risultati
| Pos. | Corridore           | Squadra | Tempo    |
| ---- | ------------------- | ------- | -------- |
| 1    | Filippo Fortin      | Maloja  | 2h21'22" |
| 2    | Marceli Bogusławski | HRE     | s.t.     |
| 3    | Bartosz Rudyk       | Santic  | s.t.     |

| Pos. | Corridore       | Squadra | Tempo    |
| ---- | --------------- | ------- | -------- |
| 1    | Filippo Fortin  | Maloja  | 2h26'10" |
| 2    | Alan Banaszek   | HRE     | a 2"     |
| 3    | Jakub Kaczmarek | HRE     | s.t.     |

### 3ª tappa
- 15 aprile: Bijeljina > Vlasenica - 123 km

Risultati
| Pos. | Corridore         | Squadra    | Tempo    |
| ---- | ----------------- | ---------- | -------- |
| 1    | Jakub Kaczmarek   | HRE        | 2h49'20" |
| 2    | Lennert Teugels   | Tarteletto | s.t.     |
| 3    | Rainer Kepplinger | Hrinkow    | s.t.     |

| Pos. | Corridore       | Squadra    | Tempo    |
| ---- | --------------- | ---------- | -------- |
| 1    | Jakub Kaczmarek | HRE        | 5h15'22" |
| 2    | Lennert Teugels | Tarteletto | a 9"     |
| 3    | Gianni Marchand | Tarteletto | a 18"    |

### 4ª tappa
- 16 aprile: Doboj > Prijedor – 165,5 km

Risultati
| Pos. | Corridore      | Squadra     | Tempo    |
| ---- | -------------- | ----------- | -------- |
| 1    | Alan Banaszek  | HRE         | 3h40'21" |
| 2    | David Per      | Adria Mobil | s.t.     |
| 3    | Patrick Reißig | Maloja      | s.t.     |

| Pos. | Corridore       | Squadra    | Tempo    |
| ---- | --------------- | ---------- | -------- |
| 1    | Lennert Teugels | Tarteletto | 8h55'52" |
| 2    | Jakub Kaczmarek | HRE        | a 3"     |
| 3    | Gianni Marchand | Tarteletto | a 21"    |

### 5ª tappa
- 17 aprile: Derventa > Banja Luka – 154,5 km

Risultati
| Pos. | Corridore      | Squadra    | Tempo    |
| ---- | -------------- | ---------- | -------- |
| 1    | Andreas Goeman | Tarteletto | 3h11'30" |
| 2    | Patryk Stosz   | Voster     | s.t.     |
| 3    | Bartosz Rudyk  | Santic     | s.t.     |

| Pos. | Corridore       | Squadra    | Tempo     |
| ---- | --------------- | ---------- | --------- |
| 1    | Jakub Kaczmarek | HRE        | 12h07'25" |
| 2    | Gianni Marchand | Tarteletto | a 18"     |
| 3    | Lennert Teugels | Tarteletto | a 1'26"   |

## Classifiche finali

### Classifica generale
| Pos. | Corridore           | Squadra     | Tempo     |
| ---- | ------------------- | ----------- | --------- |
| 1    | Jakub Kaczmarek     | HRE         | 12h07'25" |
| 2    | Gianni Marchand     | Tarteletto  | a 18"     |
| 3    | Lennert Teugels     | Tarteletto  | a 1'26"   |
| 4    | Jonas Rapp          | Hrinkow     | a 1'54"   |
| 5    | Rainer Kepplinger   | Hrinkow     | a 2'00"   |
| 6    | Andreas Goeman      | Tarteletto  | a 2'01"   |
| 7    | Tilen Finkšt        | Adria Mobil | a 2'11"   |
| 8    | Žiga Horvat         | Adria Mobil | s.t.      |
| 9    | Francesco Di Felice | Gallina     | a 2'14"   |
| 10   | Marceli Bogusławski | HRE         | a 2'15"   |